# Slaterocoris croceipes
Slaterocoris croceipes är en insektsart som beskrevs av Knight 1970. Slaterocoris croceipes ingår i släktet Slaterocoris och familjen ängsskinnbaggar. Inga underarter finns listade i Catalogue of Life.